# Оріхівська сільська рада (Болградський район)
Орі́хівська сільська́ ра́да —  колишня  адміністративно-територіальна одиниця та орган місцевого самоврядування в Болградському районі Одеської області. Адміністративний центр — село Оріхівка.

## Загальні відомості
Оріхівська сільська рада утворена в 1940 році.
14 листопада 1945 року було перейменовано село Пандаклія Новоіванівського району на село Оріхівка і Пандаклійську сільраду — на Оріхівську.
- Територія ради: 72,55 км²
- Населення ради: 2 426 осіб (станом на 2001 рік)
- Територією ради протікає річка Великий Котлабух

## Населені пункти
Сільській раді підпорядковані населені пункти:
- с. Оріхівка

## Населення
Згідно з переписом 1989 року населення сільської ради становило 2584 особи, з яких 1266 чоловіків та 1318 жінок.
За переписом населення 2001 року в сільській раді мешкали 2273 особи.

### Мова
Розподіл населення за рідною мовою за даними перепису 2001 року:
| Мова       | Відсоток |
| ---------- | -------- |
| болгарська | 93,98 %  |
| українська | 2,1 %    |
| російська  | 1,81 %   |
| молдовська | 0,91 %   |
| гагаузька  | 0,82 %   |
| циганська  | 0,16 %   |
| німецька   | 0,04 %   |

## Склад ради
Рада складається з 16 депутатів та голови.
- Голова ради: Постол Анатолій Михайлович
- Секретар ради: Новак Лариса Іванівна

### Керівний склад попередніх скликань
| Прізвище, ім'я, по батькові | Основні відомості                                                                             | Дата обрання | Дата звільнення |
| --------------------------- | --------------------------------------------------------------------------------------------- | ------------ | --------------- |
| Шевченко Дмитро Федорович   | Сільський голова, 1944 року народження, член Соціал-демократичної партії України (об'єднаної) | 26.03.2006   | 31.10.2010      |
| Постол Анатолій Михайлович  | Сільський голова, 1969 року народження, освіта незакінчена вища, безпартійний                 | 31.10.2010   |                 |

Примітка: таблиця складена за даними сайту Верховної Ради України

### Депутати
За результатами місцевих виборів 2010 року депутатами ради стали:

#### За суб'єктами висування
| Суб'єкт висування                                       | Кількість обраних депутатів | %    |
| ------------------------------------------------------- | --------------------------- | ---- |
| Партія регіонів                                         | 4                           | 25   |
| Самовисування                                           | 4                           | 25   |
| Комуністична партія України                             | 3                           | 18,8 |
| Політична партія «Сильна Україна»                       | 3                           | 18,8 |
| Політична партія Всеукраїнське об'єднання «Батьківщина» | 2                           | 12,5 |

#### За округами
| № округу                                                | Прізвище, ім'я, по батькові | Дата визнання обраним | Освіта  | Партійна приналежність                        | Відомості про обраного депутата                                                                           |
| ------------------------------------------------------- | --------------------------- | --------------------- | ------- | --------------------------------------------- | --- |
| Комуністична партія України                             |                             |                       |         |                                               | |
| 3                                                       | Пейчев Степан Ілліч         | 01.11.2010            | середня | позапартійний                                 | приватне підприємство «Пандаклія», водій                                                                  |
| 9                                                       | Волков Михайло Панасович    | 01.11.2010            | вища    | позапартійний                                 | тимчасово не працює                                                                                       |
| 15                                                      | Станєв Валерій Георгійович  | 01.11.2010            | середня | член Комуністичної партії України             | тимчасово не працює                                                                                       |
| Партія регіонів                                         |                             |                       |         |                                               | |
| 4                                                       | Ілієв Георгій Дмитрович     | 01.11.2010            | вища    | член Партії регіонів                          | приватне підприємство «Пандаклія», агроном                                                                |
| 5                                                       | Генов Михайло Петрович      | 01.11.2010            | вища    | член Партії регіонів                          | приватне підприємство «Білозір'я», слюсар                                                                 |
| 8                                                       | Георгієв Віктор Михайлович  | 01.11.2010            | вища    | член Партії регіонів                          | Оріхівське відділення райелектромереж, заступник начальника                                               |
| 11                                                      | Попова Марія Степанівна     | 01.11.2010            | вища    | член Партії регіонів                          | Оріхівська загальноосвітня школа, вчитель                                                                 |
| Політична партія Всеукраїнське об'єднання «Батьківщина» |                             |                       |         |                                               | |
| 7                                                       | Станкова Юлія Семенівна     | 01.11.2010            | середня | член Всеукраїнського об'єднання «Батьківщина» | сільська лікарняна амбулаторія, бухгалтер                                                                 |
| 12                                                      | Станєва Оксана Іванівна     | 01.11.2010            | вища    | член Всеукраїнського об'єднання «Батьківщина» | Владиченська загальноосвітня школа, вчитель                                                               |
| Політична партія «Сильна Україна»                       |                             |                       |         |                                               | |
| 1                                                       | Попов Василь Іванович       | 01.11.2010            | середня | член Політичної партії «Сильна Україна»       | тимчасово не працює                                                                                       |
| 2                                                       | Волков Борис Петрович       | 01.11.2010            | середня | член Політичної партії «Сильна Україна»       | приватний підприємець, водій                                                                              |
| 10                                                      | Новак Валентина Григорівна  | 01.11.2010            | середня | член Політичної партії «Сильна Україна»       | сільська лікарняна амбулаторія, лаборант                                                                  |
| Самовисування                                           |                             |                       |         |                                               | |
| 6                                                       | Станєва Наталя Петрівна     | 01.11.2010            | вища    | позапартійна                                  | Болградський районний центр соціальна служба по роботі з сім'ями, дітьми та молоддю, соціальний працівник |
| 13                                                      | Новак Лариса Іванівна       | 01.11.2010            | вища    | позапартійна                                  | Оріхівська сільська рада, секретар                                                                        |
| 14                                                      | Постол Степан Васильович    | 01.11.2010            | вища    | позапартійний                                 | приватне підприємство «Білозір'я», робочий                                                                |
| 16                                                      | Панчева Валентина Дмитрівна | 01.11.2010            | вища    | позапартійна                                  | Оріхівська сільська рада, бухгалтер                                                                       |